# КамАЗ-53949
КамАЗ-53949 «Линза» — бронеавтомобиль созданный на шасси КамАЗ-53949 «Тайфун-К» с колёсной формулой 4x4. Предназначен для эвакуации раненных с поля боя. Впервые был представлен на международном военно-техническом форуме «Армия-2018».

## Описание

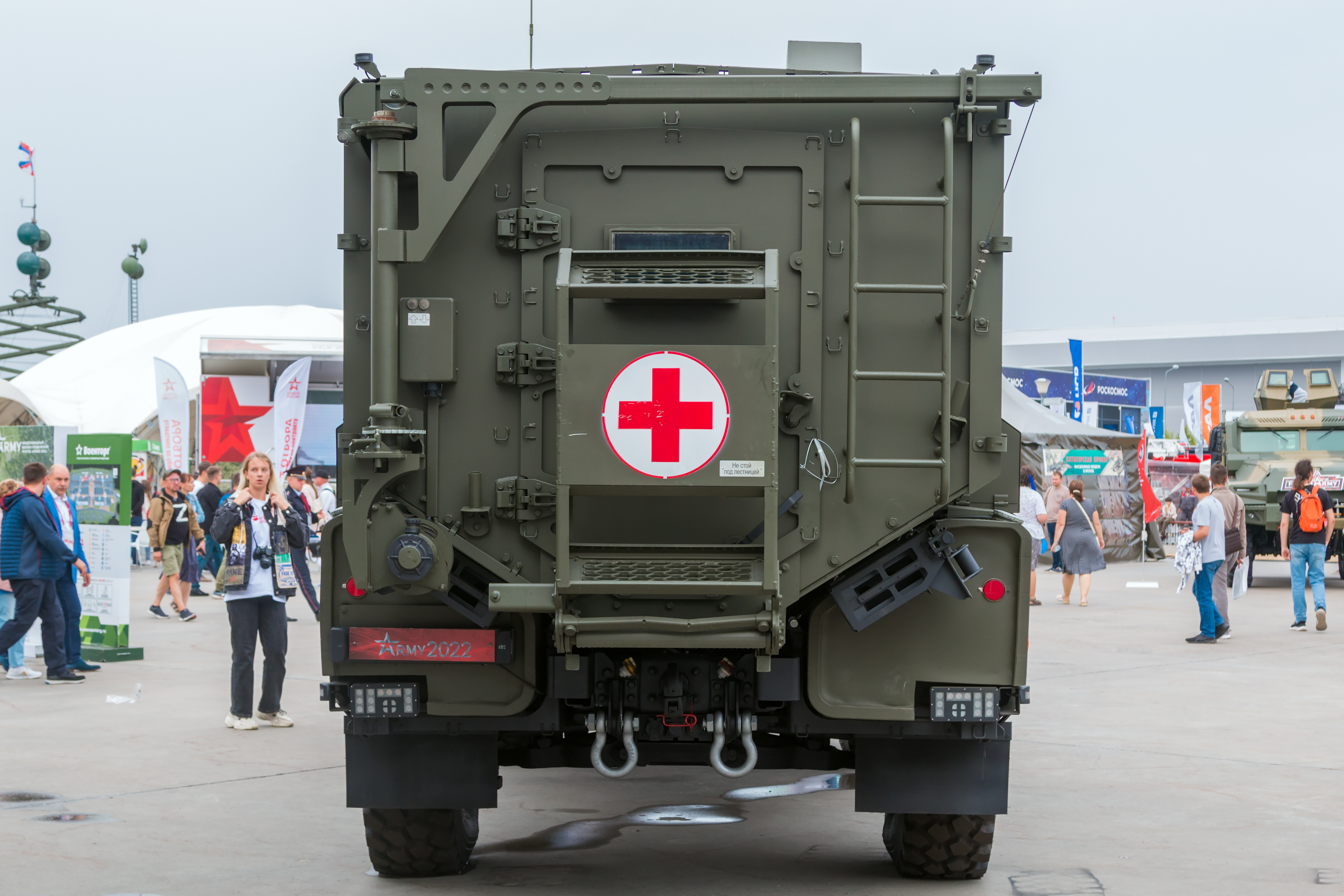
ЗСА-Т, сзади оборудован кран-балкой для облегчения погрузки-выгрузки лежащих на носилках раненых

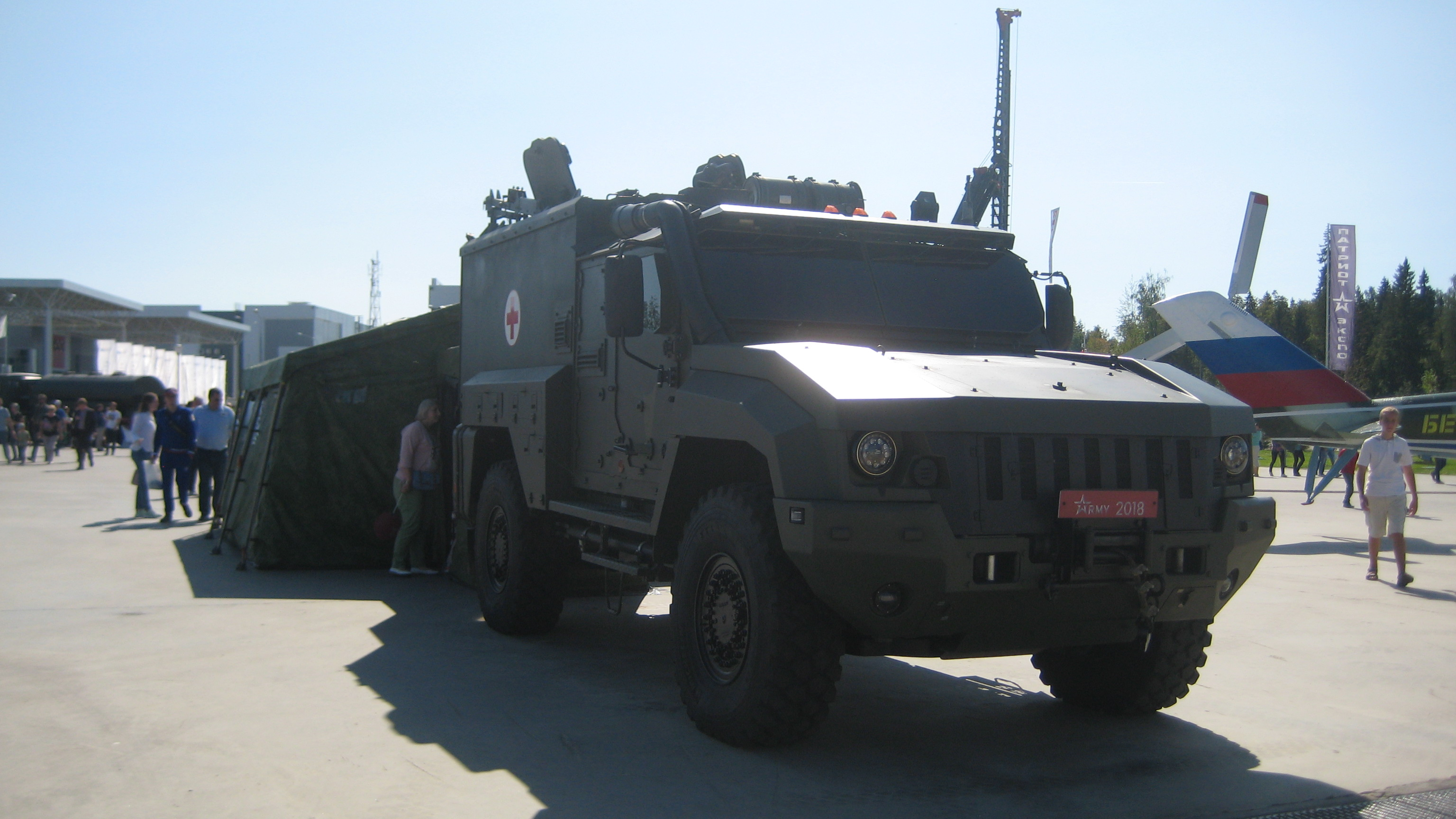
ЗСА-П в развëрнутом виде, часть медицинского пункта размещается в палатке соединённой переходом с кузовом автомобиля

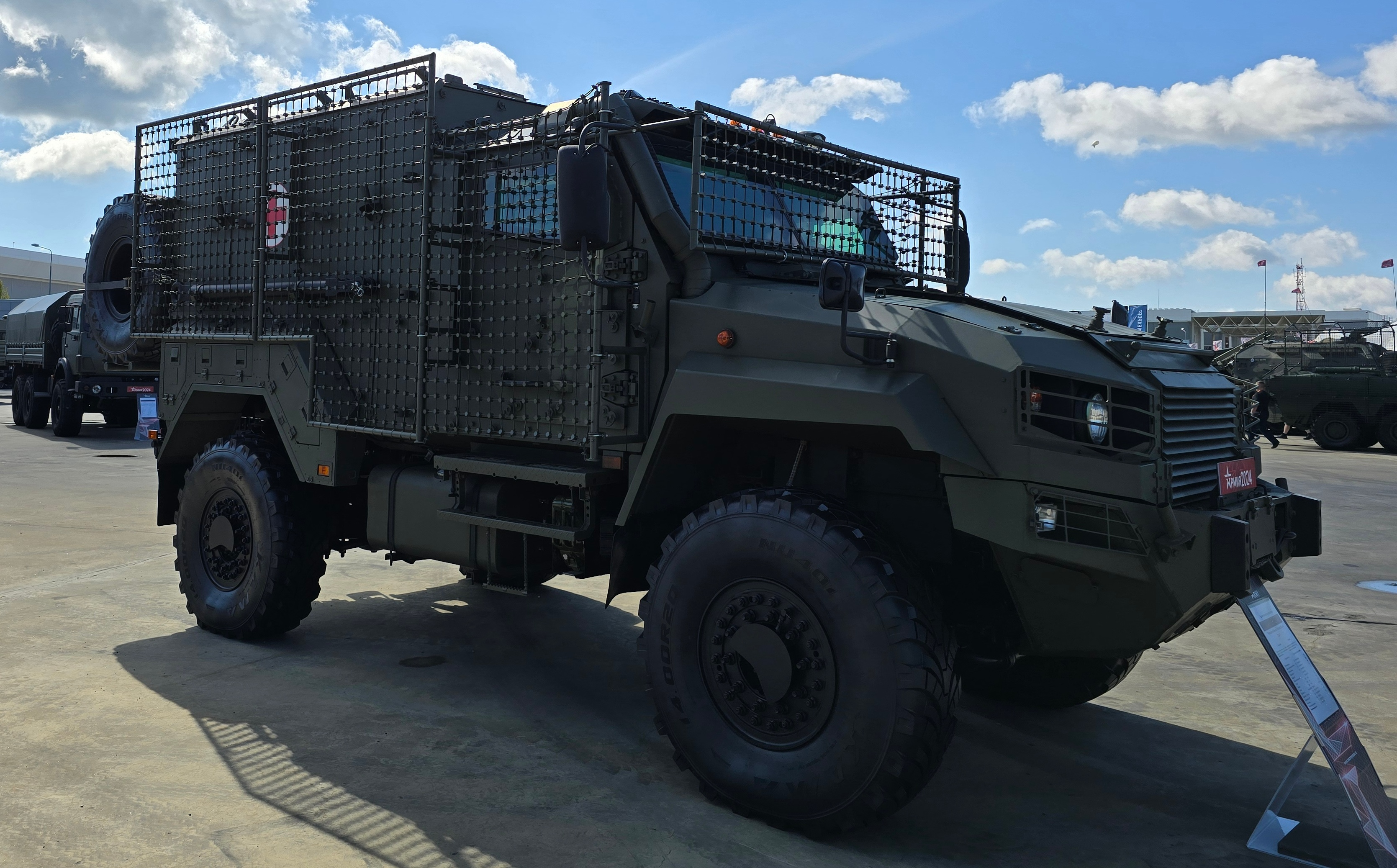
ЗСА-УК, в 2024-2025 годах добавлена дополнительная защита в виде сетчатых экранов, шасси КамАЗ-53949 семейства «Тайфун» заменено на КамАЗ-53949 семейства «Феникс» с российскими комплектующими

Бронированная медицинская машина имеет двухместную кабину и специально разработанную для неё медицинскую капсулу. В капсуле может поместиться до 4-х раненых в лежащем положении или до шести человек в сидящем. Так же возможен комбинированный вариант перевозки раненных: двое лежа и трое сидя.
БММ «Линза» имеет третий класс защиты, обеспечиваемый комбинированием керамической брони и броневой стали. Противоминная защита обеспечивает защиту от мин и СВУ со взрывчаткой массой до 8 кг. При повреждении колеса, автомобиль может проехать до 50 км по пересечённой местности.
Бронеавтомобиль оснащён различными приспособлениями для оказания медицинской помощи, туда могут входить оборудование для эвакуации раненных с тяжёлыми травмами позвоночника. Также сообщается, что машина имеет достаточно плавный ход, что обеспечивает комфорт при транспортировке раненных на пересечённой местности.
Линза может использоваться для транспортировки медицинского оборудования и развертывание на базе бронеавтомобиля медицинского пункта батальона.

## Технические характеристики
Бронеавтомобиль оборудован дизельным двигателем КамАЗ 610.10-350, с максимальной мощность в 350 л. с., что позволяет при полной массе в 16 тонн развивать максимальную скорость в 105 км/ч. Два топливных бака общим объёмом 360 л, что обеспечивает максимальный запас хода в 1000 км. Производителем заявлен дорожный просвет 443 мм и является регулируемым. Длина — 7130 мм, ширина — 2550 мм, высота — 3100 мм.
Выпускается в двух версиях:
- ЗСА-Т («защищëнный санитарный автомобиль», оснащённый как санитарный транспорт);
- ЗСА-П («защищëнный санитарный автомобиль», оснащённый для разворачивания медицинского пункта батальона, перевозки его имущества и личного состава).

## История
Впервые продемонстрирован на международном военно-техническом форуме «Армия-2018». Первые образцы начали поступать в войска в рамках государственного заказа на 56 машин. Первыми бронеавтомобили получили Южный и Центральный военные округа ВС РФ.
С 2022 года применяются вооружёнными силами России в ходе полномасштабного вторжения на Украину. Несколько бронеавтомобилей было захвачено в относительно целом состоянии в ходе отхода Российских сил с Сумской области.

## Операторы
- Россия
- Узбекистан — на вооружении по состоянию на 2023 год[4]
- Украина — захвачены в ходе полноценного вторжения России на Украину